# Jerry Moran
Gerald W. "Jerry" Moran (født 29. maj 1954 i Great Bend) er en amerikansk republikansk politiker. Han er medlem af USA's senat valgt i Kansas siden 2011 Han var medlem af Repræsentanternes Hus i perioden 1997–2011.